# ネットワークエンジニア
ネットワークエンジニア （英語：network engineer、略称：NE）とは、コンピュータネットワークのシステムの構築（設計、初期設定、テスト）運用・保守、ネットワークプログラミングなどに従事するエンジニアである。
情報通信を媒介し、様々なサービスを提供するためのプラットフォーム（UNIXやLinux、Windowsなど）や、それらの環境で稼動するサービス（ファイアウォールやDNS、MTA、ルータ、スイッチなど）の特性を理解し、これらの連携を実現するためにネットワークケーブルや回線といった物理的な要素やプロトコルにも幅広く精通するなど、情報処理関連分野のうち、特にコンピュータネットワークの分野に重点がある。
システムインテグレーターの一員としてネットワークシステムの顧客提案や構築工事のスケジュール調整業務など、ゼネラリストとしての色合いが強い業務もネットワークエンジニアと称し、これが担当することがある。

## ネットワークエンジニアの職域
本項目では主にシステムインテグレーター(いわゆるSIer、SI屋)が規定するネットワークエンジニアの業務について触れる。
SI企業におけるネットワークエンジニアの職域を分類すると、以下のようなものを挙げることができる。
ネットワークシステムの運用・保守
構築後の維持管理、メンテナンスなどを行う。特定企業の情報システム部門に所属する業務形態も存在し、社内のネットワーク通信に関連するあらゆるデバイスの運用維持に対応できることが要求される。これらの業務を円滑に行うべくソフトウェアの開発や緊急時のハードウェア交換、エンドユーザ対応など、業務は流動的に変化しうる。
ネットワークシステムの監視
運用・保守業務のひとつであるが、ミッションクリティカルな基幹デバイスを連続的に監視するため、専任者（有償の監視サービスによって提供されるケースが一般的である）を用立てるケースが通常である。遠隔地から24時間体制（利用サービスによる）にて、主にSNMPを用いた監視ツールを使用し、定型的作業によって監視対象機器の生死を確認するのが一般的である。ネットワークエンジニアへの登竜門的業務と位置づけている場合があるが、ルーチンワーク化によってネットワーク技術に一切精通していなくとも勤まる現場も少なくなく技術的な成長が停滞する可能性がある。
ネットワークシステムの提案
顧客への提案を行う。概要設計も含まれる。ネットワークエンジニアではなく営業やコンサルタントなどがこれを行うこともある。
プロジェクトマネージャ
上記の基本設計から運用・保守体制の確立までの工程に関する予算管理・要員調達・進捗管理などを行う。ネットワークシステムの提案担当者や設計担当者がこの業務を兼務する場合もある。
ネットワークシステムの設計
詳細設計を行う。手順や試験項目立案、運用設計なども含まれる。セキュリティ面での考慮も必要。
ネットワークシステムの初期設定
設計書に沿ってネットワークデバイスを設定し、ネットワーク回線を使ってシステム同士を接続する。構築後の試験も含まれる。
ネットワークサービス・機器の開発
ネットワークプロトコルやネットワークデバイスの開発を行う。ソケットプログラミングを行うことも含まれる。主にハードウェアベンダーのエンジニアがこれに当たる。

## ネットワークエンジニアの資格
国家資格
- 技術士
  - 電気電子部門（情報通信）
  - 情報工学部門（情報ネットワーク）
- 情報処理技術者
  - ネットワークスペシャリスト[3]
  - 情報セキュリティスペシャリスト（2017年度以降は情報処理安全確保支援士に移行）
※上記2科目は、基本情報技術者および応用情報技術者合格相当のリテラシーを身につけていることを前提としているため取得していくことが望ましい。
  - 情報セキュリティアドミニストレータ（2008年度以降は情報セキュリティスペシャリスト試験に統合）
  - テクニカルエンジニア(情報セキュリティ)（2008年度以降は情報セキュリティスペシャリスト試験に統合）
- 電気通信主任技術者
- 工事担任者
- 無線従事者（陸上無線技術士、第一級陸上特殊無線技士等）

民間資格（ベンダー資格）
- Cisco技術者認定（CCNA等）[3][4][5]
- Linux技術者認定（LPIC等）[3]
- Oracle Solaris 認定[3]
- サン・マイクロシステムズ（SCNA等）